# Amtsgericht Wansen
Das Amtsgericht Wansen war ein preußisches Amtsgericht mit Sitz in Wansen, Provinz Schlesien.

## Geschichte
Das königlich preußische Landgericht Wansen wurde mit Wirkung zum 1. Oktober 1879 als eines von zehn Amtsgerichten im Bezirk des Landgerichtes Brieg im Bezirk des Oberlandesgerichtes Breslau gebildet. Der Sitz des Gerichtes war Wansen. Sein Gerichtsbezirk umfasste aus dem Kreis Ohlau den Stadtbezirk Wansen und die Amtsbezirke Kauern, Klosdorf, Knieschwitz, Lorzendorf und Spurwitz. Am Gericht bestand 1880 eine Richterstelle. Das Amtsgericht war damit ein kleines Amtsgericht im Landgerichtsbezirk. Im Rahmen der Weltwirtschaftskrise wurden 60 Amtsgerichte als Folge von Sparverordnungen aufgehoben. Mit der Verordnung über die Aufhebung von Amtsgerichten vom 30. Juli 1932 wurde das Amtsgericht Wansen zum 30. September 1932 aufgehoben und sein Sprengel zwischen dem Amtsgericht Strehlen, Amtsgericht Brieg und Amtsgericht Ohlau aufgeteilt. Gegen die Schließung dieser Amtsgerichte agitierte die NSDAP in vielen Fällen. Nach der Machtergreifung 1933 wurden mit dem Gesetz über die Wiedereinrichtung aufgehobener Amtsgerichte und die Schaffung von Zweigstellen der Amtsgerichte vom 29. August 1933 eine Reihe dieser im Vorjahr aufgehobenen Gerichte zum 1. Oktober 1933 wieder eingerichtet, darunter auch das Amtsgericht Wansen.
Im Jahre 1945 wurden der Amtsgerichtsbezirk unter polnische Verwaltung gestellt und die deutschen Einwohner vertrieben. Damit endete auch die Geschichte des Amtsgerichtes Wansen.